# لودويغ أوقست ميلين
لودويغ أوقست ميلين (و. 1754 – 1835 م) هو جغرافي، ورسام الخرائط، وسياسي من الإمبراطورية الروسية، كان عضوًا في متنورون، توفي في ريغا، عن عمر يناهز 81 عاماً.

## التعليم
تعلم في جامعة بولونيا
.